# The Heir of Linne
The Heir of Linne (né en 1853) est un étalon Pur-sang anglais importé en Normandie, où il est partiellement à l'origine de la race du Trotteur français, notamment à travers son fils Phaéton.

## Histoire
The Heir of Linne naît en 1853 en Angleterre, chez l'éleveur I. Fawkes ; il est inscrit au General Stud Book. Il participe à diverses courses anglaises de galop, avec de bons résultats mais sans devenir un grand champion. Le Baron de Taya, directeur du Haras national de Saint-Lô en 1859, parvient à le faire importer aux frais de l'État français en devançant des acheteurs belges. 
Cependant, The Heir of Linne est envoyé au Haras national de Tarbes de 1859 à 1862. Il retourne à Saint-Lô de 1863 à 1871.

## Description
The Heir of Linne est un étalon Pur-sang de robe alezan, mesurant 1,58 m, ce qui est considéré comme relativement grand pour son époque. D'après Jean-Pierre Reynaldo, l'étalon n'est pas physiquement imposant ni profond, mais présente une longue encolure, ainsi qu'un port de tête et une démarche qualifiés d'élégants.

## Origines
The Heir of Linne est un fils de l'étalon Pur-sang Galaor, et de la jument Pur-sang Mrs Walker.

## Descendance
Il contribue largement à une souche que le spécialiste Jean-Pierre Reynaldo qualifie d'« Anglo trotteur normand », avec les étalons Conquérant et Normand ; il apporte l'influence du Pur-sang et une certaine rapidité d'allures. The Heir of Linne est repéré comme bon père de trotteurs durant ses années à Saint-Lô, en particulier grâce à son fils Phaéton et à sa fille Modestie.
Paul Guillerot (1896) le cite comme « étalon de pur sang anglais hors de pair, dont l'action directe a eu une influence si bienfaisante sur la pléiade de nos trotteurs, a été brillamment représenté par les Orphée, Pactole, Phaëton, J'y-Songerai et Modestie, la mère de Tigris ». Le Bulletin de la Société d'encouragement pour l'industrie nationale de 1900 le cite en premier des six étalons qui ont « le plus contribué à l'amélioration de la race normande depuis 1840 ».